# はえ座シータ星
はえ座θ星 （はえざシータせい、θ Muscae）は、はえ座の方向、太陽系から約9,100光年離れた位置にある多重星系で、6等星。ウォルフ・ライエ星を含む星系としては、ほ座γ2星に次いで全天で2番目に明るく見える。
5.53等のA星と、5.5 秒離れたところに見える7.56等のB星は、地球からたまたま同じ方向に見えている見かけの二重星である。A星は三重星系で、2008年の菅原泰晴らの研究によると、WC型のウォルフ・ライエ星とO型主系列星が約19日の周期で公転する連星系の周囲を、O型の青色超巨星が100天文単位以上離れて周回しているとされる。短周期連星の恒星風が衝突することで生じるX線と、短周期連星と青色超巨星の恒星風が衝突することで生じるX線がそれぞれ観測されており、後者のほうがはるかに強い。
バイエル符号は、1756年にフランスの天文学者ニコラ＝ルイ・ド・ラカーユが付したものである。固有名はない。